# Tarri
Der Tarri war ein Volumenmaß in Algerien und wurde als sogenanntes Fruchtmaß verwendet.
- 1 Tarri = 1007 Pariser Kubikzoll = 19,975 Liter (auch 20,0 Liter[1])

- 1 Caffise = 16 Tarris[2]